# Guillaume-Antoine Delfaud
Guillaume-Antoine Delfaud sau Guillaume Delfaud sau Delfau (n. 5 aprilie 1733, Daglan, Aquitaine, Franța – d. 3 septembrie 1792, Paris, Franța) a fost un religios iezuit francez. Alegut deputat al clerului la statele generale din 1789, inițial în favoarea începerii Revoluției, s-a opus apoi constituției civile a clerului. Arestat, este ucis în închisoare. Este recunoscut ca martir și binecuvântat de Biserica Catolică.